# جاناتان کایری
جاناتان کایری (اسپانیایی: Jonathan Calleri‎؛ زادهٔ ۲۳ سپتامبر ۱۹۹۳) بازیکن فوتبال اهل آرژانتین است.
از باشگاه‌هایی که در آن بازی کرده‌است می‌توان به بوکا جونیورز، سائو پائولو، وستهام یونایتد، لاس پالماس، آلاوز و اسپانیول اشاره کرد.